# Miriam Naveira
Miriam Naveira Merly (Santurce, San Juan, Puerto Rico; 28 de julio de 1934-15 de abril de 2018) fue una abogada estadounidense de origen puertorriqueño, que destacó como juez del Tribunal Supremo de Puerto Rico.

## Biografía
En enero de 2004 fue confirmada para el puesto de juez presidente del Tribunal Supremo de Puerto Rico, siendo la única mujer en ocupar ese puesto. Siete meses después se acogió al retiro al cumplir los 70 años de edad, como se le exige a los jueces en Puerto Rico.